# 1902
Cette page concerne l'année 1902 (MCMII en chiffres romains) du calendrier grégorien.
L'année 1902 est une année commune qui commence un mercredi.

## En bref
- 8 mai : éruption de la montagne Pelée.
- 31 mai : le traité de Vereeniging met fin à la seconde guerre des Boers.
- 4 juillet : fin de la guerre américano-philippine.
- 21 novembre : le traité de Wisconsin met fin à la guerre des Mille Jours en Colombie.

## Événements

### Afrique
- 1er janvier : formation des KAR (King’s African Rifles), troupes coloniales britanniques regroupant les milices privées de l’Ouganda, du Kenya et du Nyassaland[1].
- 4 janvier : fondation de la Compagnie du chemin de fer du Congo supérieur aux Grands Lacs africains qui reçoit 2 millions d’hectares de terres[2].
- 7 mars : victoire boer à la bataille de Tweebosch[3].
- 11 mars : fondation de la Compagnie de chemin de fer du Katanga[4].
- 30 mars : création des Compagnies méharistes sahariennes à l’instigation de François-Henry Laperrine[5].

- 11 avril : victoire britannique sur les Boers à la bataille de Rooiwal (ou Roodewal)[3].
- 23 avril : début de la « Révolte du Bailundo » en Angola (1902-1904)[6], liée à la chute du prix du caoutchouc. Des dizaines de commerçants portugais et métis sont assassinés par les Ovimbundu, et le chef de la rébellion, Mutu-ya-Kavela, est proclamé roi de Bailundo. Les insurgés sont écrasés et les Ovimbundu passent sous administration directe des Portugais en 1903.

- 7 mai : bataille de Tit. Victoire française contre les Touaregs de Moussa ag Amastan[5].
- 31 mai : signature du traité de Vereeniging ou de Pretoria, paix modérée consacrant la fin de la seconde guerre des Boers, ceux-ci reconnaissant l’autorité britannique[3]. Les Britanniques prennent le contrôle des mines d’or du Transvaal. L’Afrique australe britannique s’étend du Cap au sud du lac Tanganyika.

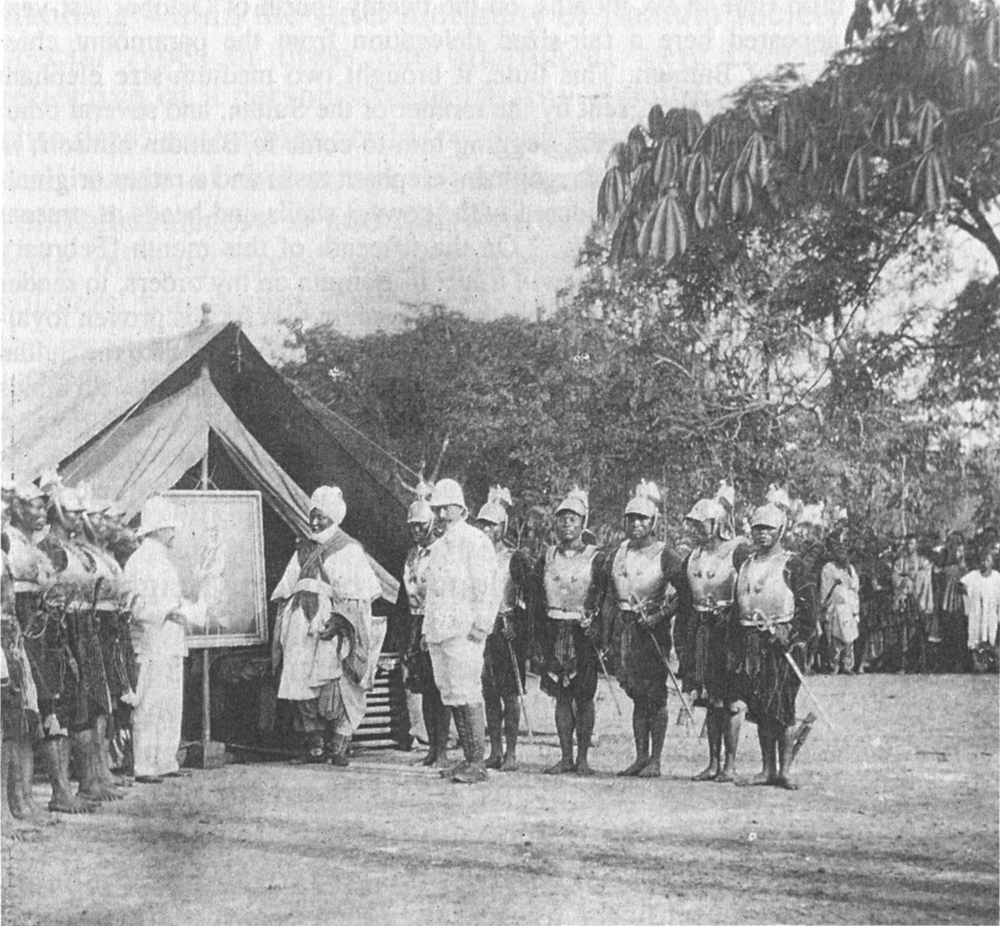
Le roi Ibrahim Njoya reçoit une huile sur toile de l’empereur Guillaume II, 1906.

- 6 juillet, Foumban : le royaume Bamoun entre en contact avec les colonisateurs allemands qui occupent le Cameroun. Des relations pacifiques sont instaurées par le roi Ibrahim Njoya[7].
- 18 juillet : arrivée à Brazzaville de l’expédition du botaniste Chevalier. Elle remonte le Congo et l’Oubangui jusqu’à Bangui (15 août), Fort-de-Possel (2 septembre), puis atteint le lac Tchad par le bassin du Chari. Elle rentre en France le 21 février 1904[8].

- Juillet-septembre : première expédition de Émile-Félix Gautier au Sahara. il se rend au Gourara par l’oued Zouzfana et la Saoura. Il fera deux autres voyages dans la région (In Ziza par In Salah de février à septembre 1903, puis un voyage transsaharien par Touat, Gao, Tombouctou de décembre 1904 à septembre 1905)[9].

- 7 septembre : une expédition dirigée par Fritz Bauer, partie de Hambourg début juillet, atteint Garoua au Nord du Cameroun. Elle explore le cours de la Bénoué et le Tchad (fin en octobre 1903)[10].

- 1er octobre : décret constituant la colonie de Sénégambie-Niger auxquels s’ajoutent les pays de protectorat du Sénégal. Dakar devient la capitale de l’Afrique-Occidentale française[11].
- 17 octobre : l'officier allemand Friedrich Robert von Beringe est le premier Occidental à observer des gorilles des montagnes sur les pentes du mont Sabyinyo (Afrique orientale allemande)[12].

- 1er novembre : la France et l’Italie signent un accord secret par lequel elles s’engagent à conserver leur neutralité en Afrique[13].

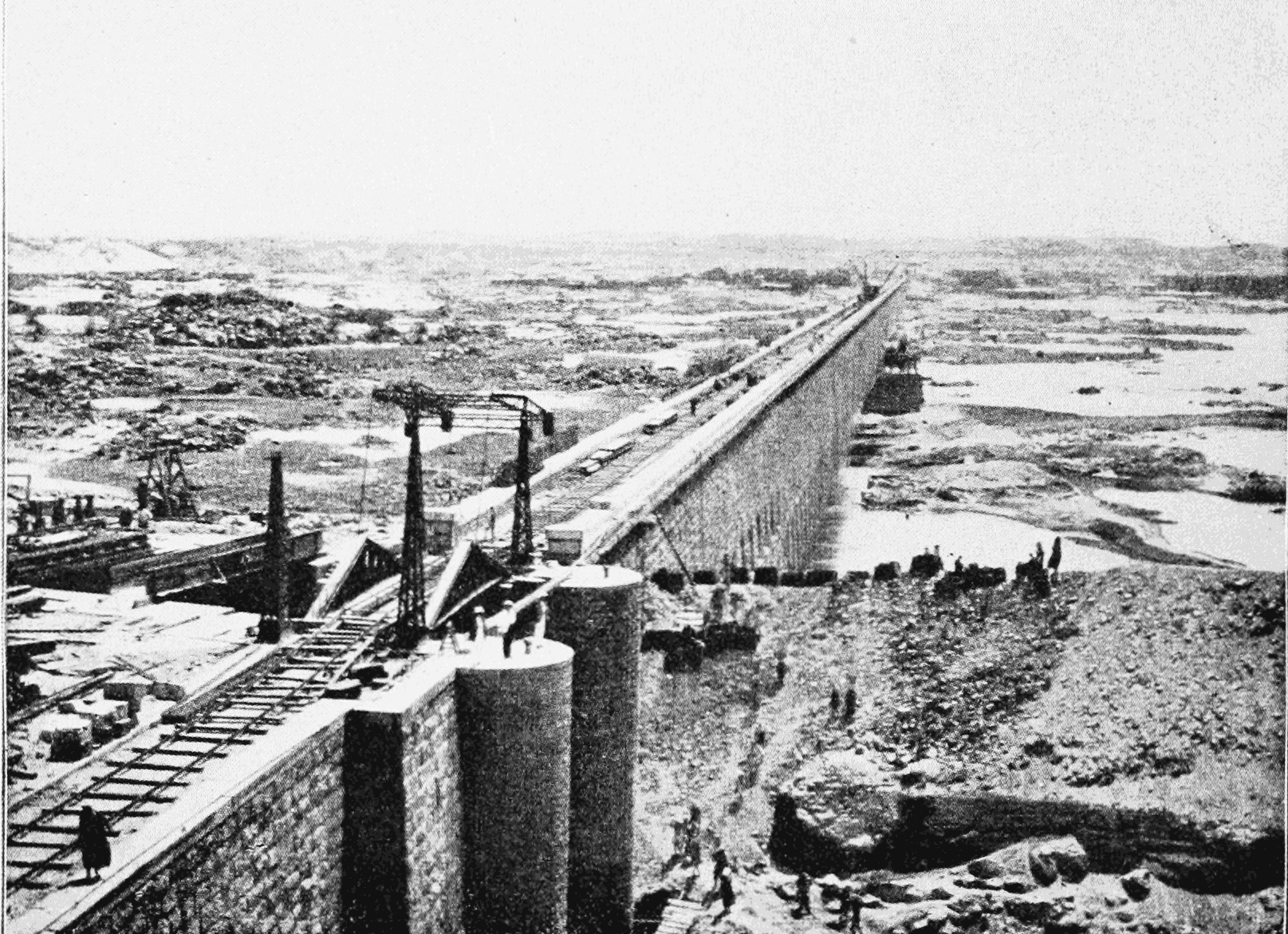
Le barrage d’Assouan en 1902-1903.

- 8 décembre : le Comité consultatif de défense des Colonies, présidé par le ministre Gaston Doumergue, décide la création de « réserves indigènes » pour former une force militaire capable d’appuyer la France en cas de guerre[14].
- 10 décembre : inauguration du premier barrage d’Assouan sur le Nil[15].
- 30 décembre : le gouvernement espagnol envoie trois navires de guerre devant Tanger pour protéger les présides de Ceuta et de Melilla face à la situation instable du Maroc[16].

- Insurrection des Mandja contre la taxe et le portage en Oubangui-Chari (1902-1904)[17].

### Amérique
- 31 janvier : clôture de la conférence internationale des États Américains à Mexico (ouverte le 2 octobre 1901)[18]. Création du Bureau international des républiques américaines.
- 6 mai : éruption de la Soufrière à Saint-Vincent-et-les-Grenadines ; environ 3 000 morts[19].

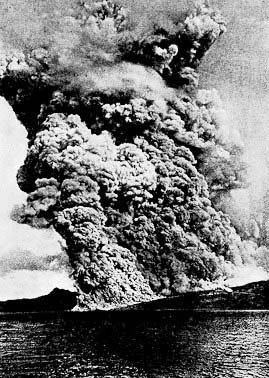
8 mai : éruption de la montagne Pelée en 1902

- 8 mai, Antilles françaises : éruption tragique de la Montagne Pelée en Martinique, la ville de Saint-Pierre est complètement détruite[20] (28 800 morts[21]) du fait d’une nuée ardente.
- 19 mai : une explosion dans la mine de charbon de Fraterville fait 216 morts.
- 20 mai : Tomás Estrada Palma est élu président de la république de Cuba, qui reçoit une indépendance formelle[22] ; les États-Unis retirent leurs troupes de Cuba[23].
- 6 août, Brésil : José Plácido de Castro (pt) forme une troupe qui s’empare de Xapuri et déclare le lendemain l’indépendance d’Acre[24].
- 24 octobre : 
  - traité Neerlandia[25]. Fin de la guerre des Mille Jours en Colombie. Instauration d’une république conservatrice (1903-1930).
  - éruption du volcan Santa María au Guatemala[19] ; environ 8 700 personnes sont tuées[21].

- 20 novembre : première grève générale en Argentine, impliquant plus de 20 000 travailleurs dès le 22 novembre ; ce même jour, le Congrès vote la « Loi de résidence » (loi n° 4144), qui autorise l’expulsion des étrangers jugés indésirables[26].
- 21 novembre : traité de Wisconsin, traité de paix définitif de la guerre des Mille Jours[25].

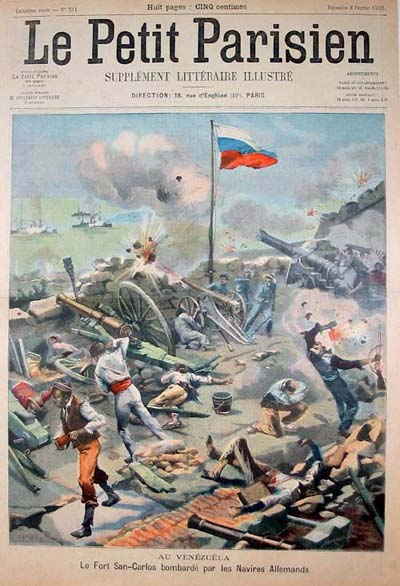
Le fort San Carlos est bombardé par les navires allemands (couverture du Petit Parisien illustré).

- 7 décembre : le Venezuela reçoit un ultimatum des gouvernements britannique et allemand qui exigent le règlement immédiat des créances, dues en partie aux dommages subis par les ressortissants de ces pays à la suite de la guerre civile. Le gouvernement vénézuélien repousse l’ultimatum, reportant les règlements à la fin de la guerre civile ; le 9 décembre, les Européens passent à l’intervention armée. Ils coulent deux navires de guerre vénézuéliens dans le port de La Guaira, bombardent Puerto Cabello, puis imposent le blocus des ports le 20 décembre. Le blocus est levé en février 1903 à la suite de l’arbitrage des États-Unis[27].
- 11 décembre : traité de réciprocité commerciale entre Cuba et les États-Unis, qui contrôlent l’économie de l’île[28].
- 29 décembre : à la suite de la démonstration armée européenne à l’égard du Venezuela, le ministre des affaires étrangères argentin Luis María Drago envoie une note au représentant argentin à Washington qui énonce la Doctrine Drago, limitant le recours à la force pour le recouvrement d’une dette. Cette doctrine est adoptée par la seconde conférence de La Haye en 1907 sous le nom de convention Drago-Porter[29].

### Asie et Pacifique
- 16 janvier : avec l’aide de la Grande-Bretagne, Abdelaziz Ibn Sa’ud reprend Riyad aux Al Rachid, soutenus par les Ottomans[30], et entreprend la reconquête du Nejd.
- 30 janvier : traité anglo-japonais (Lansdowne-Hayashi) stipulant la non-intervention des européens en cas de guerre russo-japonaise[31].

- 4 février : premier Congrès du CUP à Paris, organisé avec l’appui des chrétiens syriens résidant en France[32].
- 18 février[33] : le sioniste Theodor Herzl refuse la proposition de l’empire ottoman d’établir un foyer sioniste en Mésopotamie moyennant finances[34].

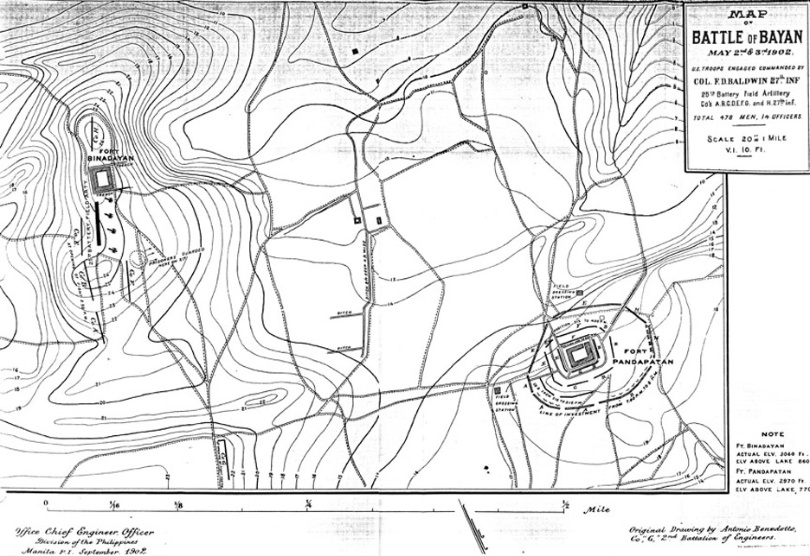
2-3 mai :.

- 2-3 mai : bataille de Bayang. Début de la résistance des Moros de l’île de Mindanao contre les Américains aux Philippines (fin en 1913)[35].

- 12 juin : le parlement d’Australie accorde le droit de vote aux femmes[36] et établit des restrictions à l’immigration.

- 1er juillet : Philippine Government Act. Gouvernement civil aux Philippines, après la reddition des derniers insurgés[37].
- 4 juillet : fin officielle de la guerre américano-philippine[37].

- Septembre : pour la première fois, dans un article de la National Review, publiée à Londres, l’américain Alfred Mahan, spécialiste de l’histoire navale, emploie le terme de Moyen-Orient[38].

- 7 octobre : convention entre le Siam et la France. Le Laos obtient du Siam le territoire de Paklay (Sayaburi)[39].

- 16 décembre : un tremblement de terre à Andijan au Turkestan russe fait de 4 500 à 10 000 victimes[19].

### Europe
- 15 février : inauguration du métro de Berlin[40].
- 6 mars : création du Real Madrid Club de Fútbol .

- 1er avril : inauguration du nouveau Palais du Parlement à Berne[41].

- 27 avril - 11 mai : victoire du Bloc des gauches aux élections législatives en France[42].
- 29 avril, Bilbao : fusion des deux grandes aciéries cantabriques qui forme la Altos Hornos de Vizcaya[43].

- 17 mai : 
  - Majorité politique du roi Alphonse XIII (Alfonso XIII) en Espagne (fin en 1931)[44].
  - Découverte de la machine d’Anticythère[45].

- 28 juin : renouvellement de la Triple-Alliance[46].

- 10 juillet : signature des accords secrets Prinetti-Barrère entre l’Italie et la France[47]. Les deux pays s’engagent à respecter la liberté d’action de chacun en Cyrénaïque-Tripolitaine et au Maroc. L’Italie garde sa neutralité en cas d’agression directe ou indirecte de l’Allemagne contre la France.
- 11 juillet : le premier ministre du Royaume-Uni lord Robert Salisbury quitte sa charge en raison de son âge après 14 années de mandat[48].
- 12 juillet : début du ministère conservateur d’Arthur Balfour, Premier ministre du Royaume-Uni (fin en 1905)[49].

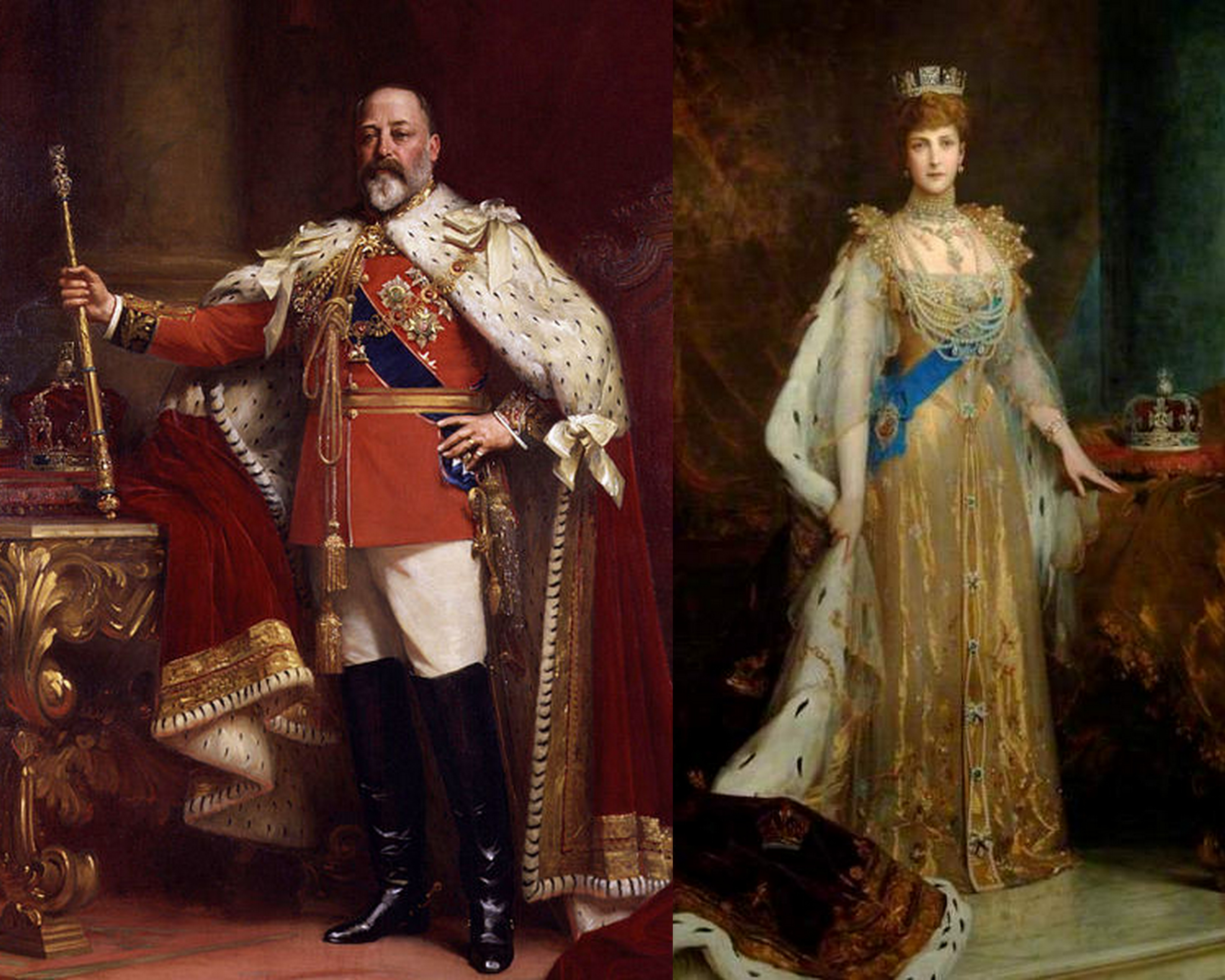
9 août : Édouard VII et son épouse Alexandra de Danemark en costume de couronnement.

- 9 août : couronnement du roi du Royaume-Uni Édouard VII[50].

- 25-26 septembre : un cyclone ravage les environs de Catane (Italie)[51].

- 26 octobre : à la troisième convention de Cumann na nGaedheal, Arthur Griffith propose une résolution appelant les parlementaires irlandais à appliquer la « politique hongroise » en s’abstenant de participer aux débats à Westminster[52]. Début du Sinn Féin, mouvement paramilitaire pour l’indépendance de l’Irlande (fondation effective en 1905).

- 25 décembre : nouveau tarif douanier en Allemagne, entré en vigueur le 1er mars 1906[53].

#### Empire russe
- 30 janvier (17 janvier du calendrier julien) : alliance anglo-japonaise. Reconnaissance des intérêts particuliers du Japon en Corée[54]. Le Royaume-Uni s’engage à ne pas intervenir en cas de guerre entre la Russie et le Japon.
- 4 février (23 janvier du calendrier julien) : commission spéciale d’étude des besoins de l’industrie agricole présidée par Serge Witte. Opposition du ministre de l’intérieur Plehve[55].

- Mars : le révolutionnaire russe Lénine publie Que faire ?. Il exprime ses vues sur la construction d’un parti révolutionnaire fortement centralisé[56]. La majorité des groupes sociaux-démocrates se rallient à la ligue de l’Iskra.
- 8 avril (26 mars du calendrier julien) : convention russo-chinoise sur un retrait progressif des troupes russes de Mandchourie[57].
- Mars - avril : troubles agraires dans les provinces de Kharkov et de Poltava[58]. Répression par l’armée (30 mars-3 avril)[55].
- 15 avril (2 avril du calendrier julien) : assassinat du ministre de l’intérieur Sipiaguine par Stepan Balmachov, lié à l’organisation de combat socialiste-révolutionnaire[59].
- 18 avril (5 avril du calendrier julien) :
  - Viatcheslav Plehve devient ministre de l’intérieur. Il mène une politique répressive[59].
  - Joseph Djougachvili (Joseph Staline) est arrêté au cours d’une réunion clandestine, emprisonné à Batoumi, puis déporté en Sibérie en novembre 1903 ; il s’évade le 18 janvier 1904[60].
- 1er mai : manifestations ouvrières dans le faubourg de Sormovo (la Mère, de Gorki)[61].

- Mai : programme libéral modéré élaboré lors d’une réunion informelle de présidents de Zemstvos à Moscou[62].

- 13 juin (31 mai du calendrier julien) : convention militaire russo-bulgare[63] (1902-1913).

- 1er juillet (18 juin du calendrier julien)[64] : parution de la revue Osvobojdenie (ru) (Libération) à Stuttgart[62]. Naissance d’un libéralisme constitutionnel et démocratique plus radical (Petrounkievitch, Milioukov, Maklakov, Struve, etc.).

- 8 septembre (26 août du calendrier julien) : Nicolas II de Russie place la Finlande sous l’autorité d’un gouverneur général russe[65].
- Octobre : Lev Davidovitch Bronstein prend contact avec Lénine à Londres et prend le nom de Trotski[66].
- 4-26 novembre : agitation ouvrière. Grève générale à Rostov-sur-le-Don[67].

- Fondation d’un cartel de vente des produits métallurgiques (Prodameta) face à la crise industrielle[68].

## Prix Nobel
- Prix Nobel de physique : Hendrik Lorentz et Pieter Zeeman
- Prix Nobel de chimie : Hermann Emil Fischer
- Prix Nobel de physiologie ou médecine : Ronald Ross
- Prix Nobel de littérature : Theodor Mommsen
- Prix Nobel de la paix : Élie Ducommun et Albert Gobat

## Décès en 1902

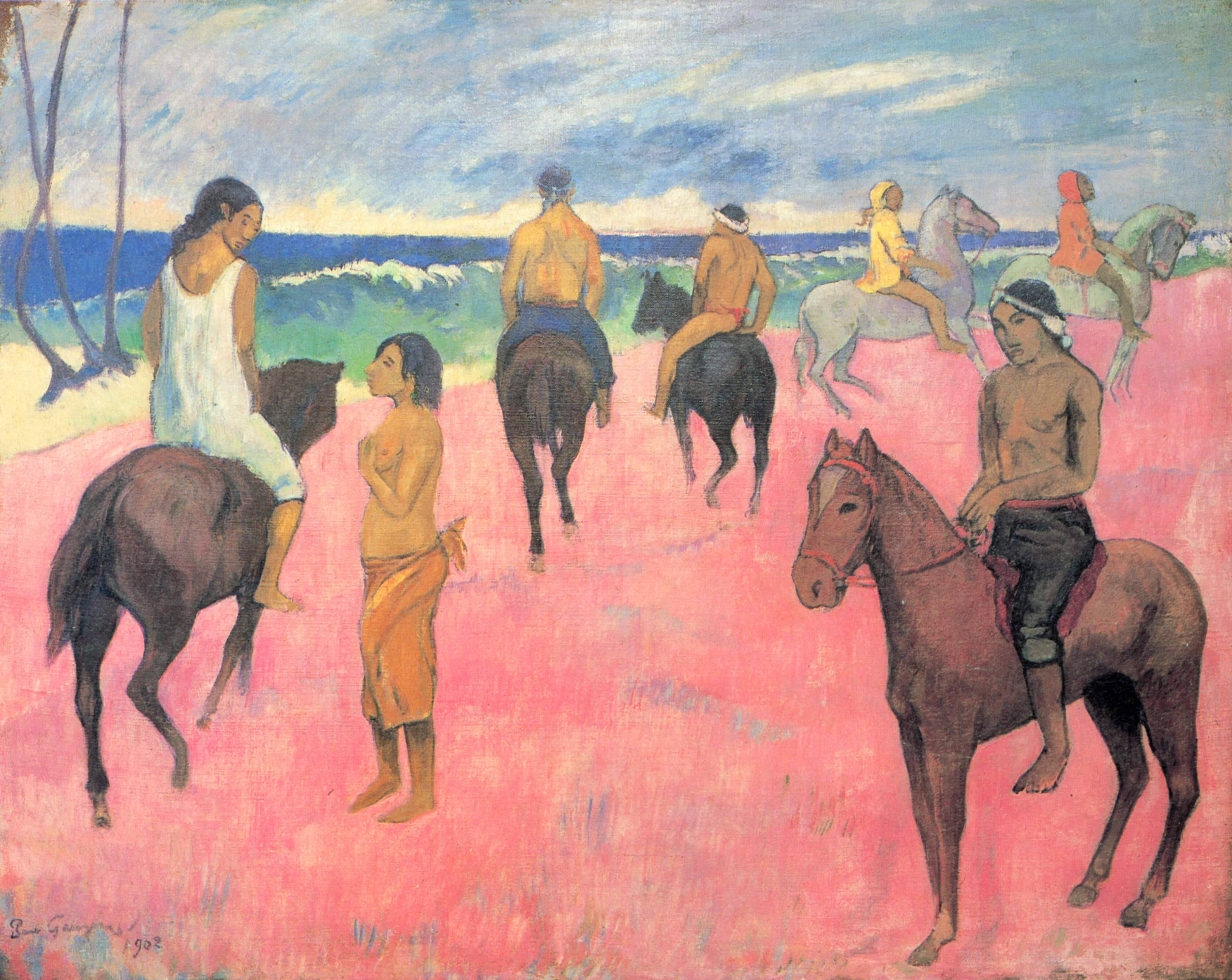
Cavaliers sur la plage de Paul Gauguin.La peinture en 1902 sur Commons